# The Emperor's New Groove (trilha sonora)
The Emperor's New Groove é a trilha sonora do filme de animação da Walt Disney Animation Studios de mesmo nome. Contém performances de Shawn Colvin, Tom Jones, Eartha Kitt, Rascal Flatts, e Sting. O álbum foi lançado em 2001 pela Edel Records. A música foi feita por Sting e por David Hartley, com instrumentais por John Debney. O álbum contém muitas canções que foram escritas para o filme Kingdom of the Sun, versão original do projeto.
No Brasil, a trilha sonora foi lançada na língua portuguesa pela Walt Disney Records e Abril Music sob o título  A Nova Onda do Imperador. Contém performances de Ed Motta, Kika Tristão e Cláudio Galvan.

## Produção
The Emperor's New Groove foi um dos primeiros filmes da Disney depois de Tarzan (1999) que não foi um musical tradicional, apresentando poucas canções. O projeto inicialmente seria um filme musical, tendo muitas canções cortadas incluídas na trilha sonora, embora nenhuma delas foram lançadas como single. My Funny Friend and Me teve um desempenho moderado, ganhando diversos prêmios.

## Lista de faixas

### Versão original
| N.º | Título                                                              | Compositor(es)       | Intérprete(s)       | Duração |  |
| 1.  | "Perfect World"                                                     | David Hartley, Sting | Tom Jones           | 2:21    |  |
| 2.  | "My Funny Friend and Me"                                            | Hartley, Sting       | Sting               | 4:38    |  |
| 3.  | "Snuff Out the Light (Yzma's Song)"                                 | Hartley, Sting       | Eartha Kitt         | 3:37    |  |
| 4.  | "Walk the Llama Llama"                                              | Hartley, Sting       | Rascal Flatts       | 2:02    |  |
| 5.  | "Perfect World (Reprise)"                                           | Hartley, Sting       | Tom Jones           | 2:33    |  |
| 6.  | "Run, Llama, Run" (Instrumental)                                    | John Debney          |                     | 2:25    |  |
| 7.  | "One Day She'll Love Me"                                            | Hartley, Sting       | Shawn Colvin, Sting | 4:11    |  |
| 8.  | "A New Hope" (Instrumental)                                         | Debney               |                     | 1:46    |  |
| 9.  | "Beware the Groove" (Instrumental)                                  | Debney               |                     | 8:15    |  |
| 10. | "The Jungle Rescue" (Instrumental)                                  | Debney               |                     | 3:17    |  |
| 11. | "Pacha's Homecoming/The Blue Plate Special" (Instrumental)          | Debney               |                     | 7:32    |  |
| 12. | "The Great Battle/Friends Forever" (Instrumental)                   | Debney               |                     | 6:18    |  |
| 13. | "Un Amigo Como Tu" (Versão em espanhol de "My Funny Friend and Me") |                      |                     |         |  |
| 14. | "Un Amico Come Te" (Versão em italiano de "My Funny Friend and Me") |                      |                     |         |  |

### Versão brasileira
| N.º | Título                                                      | Intérprete(s)       | Duração |  |
| 1.  | "Mundo Perfeito"                                            | Ed Motta            | 2:21    |  |
| 2.  | "Un Amigo Como Tu"                                          | Sting               | 4:38    |  |
| 3.  | "Luz Vai Morrer (A Canção de Yzma)"                         | Kika Tristão        | 3:37    |  |
| 4.  | "Anda Como Lhama"                                           | Cláudio Galvan      | 2:02    |  |
| 5.  | "Mundo Perfeito (Reprise)"                                  | Ed Motta            | 2:33    |  |
| 6.  | "Corre Lhama Corre" (Instrumental)                          |                     | 2:25    |  |
| 7.  | "One Day She'll Love Me"                                    | Shawn Colvin, Sting | 4:11    |  |
| 8.  | "A Nova Esperança" (Instrumental)                           |                     | 1:46    |  |
| 9.  | "Cuidado com a Nova Onda" (Instrumental)                    |                     | 8:15    |  |
| 10. | "O Resgate na Selva" (Instrumental)                         |                     | 3:17    |  |
| 11. | "Pacha Chegou em Casa/O Prato Azul Especial" (Instrumental) |                     | 7:32    |  |
| 12. | "A Grande Batalha/Amigos Para Sempre" (Instrumental)        |                     | 6:18    |  |

## Recepção da crítica
| Críticas profissionais | Críticas profissionais |
| Avaliações da crítica  | Avaliações da crítica  |
| Fonte                  | Avaliação              |
| ---------------------- | ---------------------- |
| Allmusic               | 3 de 5 estrelas.       |
| Soundtrack.net         | 3.5 de 5 estrelas.     |

MediaMikes descreveu a trilha sonora do filme como "divertida".